# Roy J. Glauber
Pour les articles homonymes, voir Glauber.
Roy Jay Glauber (né le 1er septembre 1925 à New York et mort le 26 décembre 2018 à Newton au Massachusetts) est un physicien américain. Il est colauréat du prix Nobel de physique de 2005.

## Biographie
Roy J. Glauber termine ses études secondaires au Bronx High School of Science en 1941. Il étudie à l'Université Harvard. Il a ensuite travaillé au Projet Manhattan. En 1963, il publie la plupart des textes importants sur les notions et les mathématiques qui sous-tendent la cohérence optique.
Il est colauréat du prix Nobel de physique en 2005 (les autres colauréats sont Theodor W. Hänsch et John L. Hall) « pour sa contribution à la théorie quantique de la cohérence optique ».
En 2010, il est professeur à l'université Harvard.